# Тарнак (река)
Та́рнак — река на юге Афганистана, протекающая по территории провинций Газни, Забуль и Кандагар. Правый приток реки Дори.
Длина — 353 км, по прямой — 300 км, коэффициент извилистости — 1,177 %, сумма длин русловых образований 533 км. Площадь водосбора — 9140 км². Высота истока — 3000 м, устья — 932 м. Средний уклон — 0,59 %.
Долина реки широкая. Ниже города Калати-Гильзан ширина долины достигает 5—10 км. В этом месте разбивается на рукава, так как дно долины с обеих сторон покато к реке.